# My Sleeping Karma
My Sleeping Karma — немецкая рок-группа из Ашаффенбурга, играющая инструментальный психоделический, «мантровый» рок. Выпускаются на лейбле Napalm Records.

## История
Участники коллектива долгое время не раскрывали свои имена и были известны только под именами. До 2006 года басист Матте и барабанщик Стефен играли вместе в стоунер-рок группе The Great Escape. После ухода вокалиста, группа продолжает существование, как инструментальный коллектив, дополненный приглашенными гитаристом Сеппи и клавишником Норманном. Отыграв удачный тур, музыканты заключают контракт с лейблом Elektrohasch Records, где в том же 2006 году выходит их дебютный альбом My Sleeping Karma. На Elektrohasch Records группа выпускает ещё два альбома: Satya и Tri. В 2011 году после европейского тура и выступления на французском фестивале Hellfest коллектив получает приглашение от австрийского лейбла Napalm Records. В 2012 году выходит альбом Soma, на котором музыканты остаются верны выбранному в самом начале стилю. Изменения касаются только оформления обложки.
Названия композиций и оформление альбомов отсылают слушателя к индуистскому пантеону, однако в своих интервью музыканты признаются, что они христиане, но симпатизируют культурам Востока.
13 июня 2023 года от рака скончался барабанщик Steffen Weigand.

## Стиль
Музыка My Sleeping Karma — это инструментальные среднетемповые композиции, основанные, как правило, на двух-трех цикличных гитарных темах с «грувной», почти танцевальной ритмикой. Музыканты подчеркивают своё стремление к медитативному взаимодействию с аудиторией. Однако, при этом в звучании отсутствуют явные заимствования из восточной музыкальной культуры. Среди влияний музыканты выделяют группы тяжелого рока — Iron Maiden, Slayer, Tool, Kreator, Meshuggah.

## Состав
- Матиас Вандевен (Matthias Vandeven) — бас
- Стефен Вейганд (Steffen Weigand) — барабаны
- Сеппи (Michael Caps) — гитара
- Норманн Мерен (Norman Mehren) — клавишные

## Дискография
- My Sleeping Karma (2006, Elektrohasch Records)
- Satya (2008, Elektrohasch Records)
- Tri (2010, Elektrohasch Records)
- Soma (2012, Napalm Records)
- Moksha (2015, Napalm Records)
- Mela Ananda (2017, Napalm Records)
- Atma (2022, Napalm Records)